# Brácsaverseny (Walton)
William Walton Brácsaversenyét az angol brácsavirtuóz, Lionel Tertis számára 1929-ben komponálta, bár a mű megírásának a gondolata Sir Thomas Beecham hatására született, ugyanakkor a versenymű ajánlása Christabel McLarennek (Lady Aberconway) szól. Tertis a kézirat ismeretében nem vállalta el a versenymű bemutatását, így Paul Hindemith, aki maga is kiváló brácsaművész is volt, mutatta be Walton Brácsaversenyét, egyúttal együttműködésük egy életre szóló barátságot is eredményezett. A premier 1929. október 3-án volt a Queen’s Hallban a Proms egyik koncertjén a szerző vezénylete mellett.

## A mű felépítése
A brácsaverseny követi a versenyművek hagyományos háromtételes szerkezetét, viszont a szokásos tételsorrendtől eltér, a tételek a következők:
1. Andante comodo
2. Vivo, con moto preciso
3. Allegro moderato

Eredetileg Walton gyorsabb tempójú nyitó tételt tervezett, de megváltoztatta elgondolását, így a lassú első tételt élénk második követi, mely scherzo karakterű. Kevés versenyműben található scherzo tétel, mely Walton által nagyra tartott Prokofjev hatását mutatja, Prokofjev I. hegedűversenyének második tétele szintén egy scherzo.

## Premiere
Kezdetben Walton idegenkedett a gondolattól, hogy az eredetileg Beecham zenekarának szólóbrácsása, Lionel Tertis helyett Hindemith legyen a premier szólistája, de szerencsére az angol karmester Edward Clark – aki egyúttal a BBC programszervezője is volt -, javaslatára elfogadta Hindemith fellépését. A mű londoni bemutatója rendkívül sikeres volt, a The Manchester Guardian  kritikusa, Eric Blom a fiatal zeneszerzőt született géniusznak nevezte, Walton új kompozíciójával az angol zenei élet élvonalába került. Az ősbemutatón Tertis is jelen volt, aki maga is nagyra értékelte a korábban általa túl modernek ítélt művet, viszont először csak 1932-ben Worcesterben játszotta el Walton Brácsaversenyét, mely a viszonylag kicsi brácsairodalom egyik jelentős része lett. A premieren ismerhette meg Walton személyesen Edward Elgart, aki viszont nem fogadta akkora elragadtatással a darabot.

## További előadások
Hindemith és Walton barátsága ettől kezdődően egy életre szóló művészi kapcsolat lett, bár a német zeneszerző többet nem adta elő Walton Brácsaversenyét, viszont a rákövetkező évben, Angliába visszatérve Hindemith saját Brácsaversenyét játszotta 1930-ban, 1962/1963-ban pedig Walton nem sokkal Hindemith halála előtt komponálta a Variációk egy Hindemith témára című zenekari művét.
Walton Brácsaversenye 1937. december 6-án a Decca égisze alatt készült első lemezfelvételének szólistája Frederick Riddle volt, a lemezen Walton vezényli a Londoni Szimfonikus Zenekar, később a brácsaverseny kottája az Oxford University Press gondozásában jelent meg 1938-ban.
William Primrose 1936. február 27-én adta elő először a művet Thomas Beecham vezénylete mellett, Primrose mind a három tételben átírt kisebb részeket Walton beleegyezésével, későbbi koncertjein és lemezfelvételén is mindig ezt a verziót játszotta.
Walton 1961-ben áthangszerelte a versenyművét, viszont az átirat nem tartalmazta Primrose módosításait, az új hangszerelésben a Londoni Filharmonikus Zenekarral John Coulling mutatta be a darabot, az 1962. január 18-i koncerten a zenekart Malcolm Sargent vezényelte. Ezután számos felvételen és koncerten volt hallható Walton Brácsaversenye, neves brácsaművészek előadásában, mint Yuri Bashmet, Imai Nobuko, Paul Neubauer és William Primrose, de világhírű hegedűművészek is előadták a művet, köztük Nigel Kennedy, Maxim Vengerov és Yehudi Menuhin.

## Média
- William Walton: Brácsaverseny, Frederick Riddle – brácsa, vez.: William Walton, (1937-es felvétel) a YouTube-on.

## Galéria

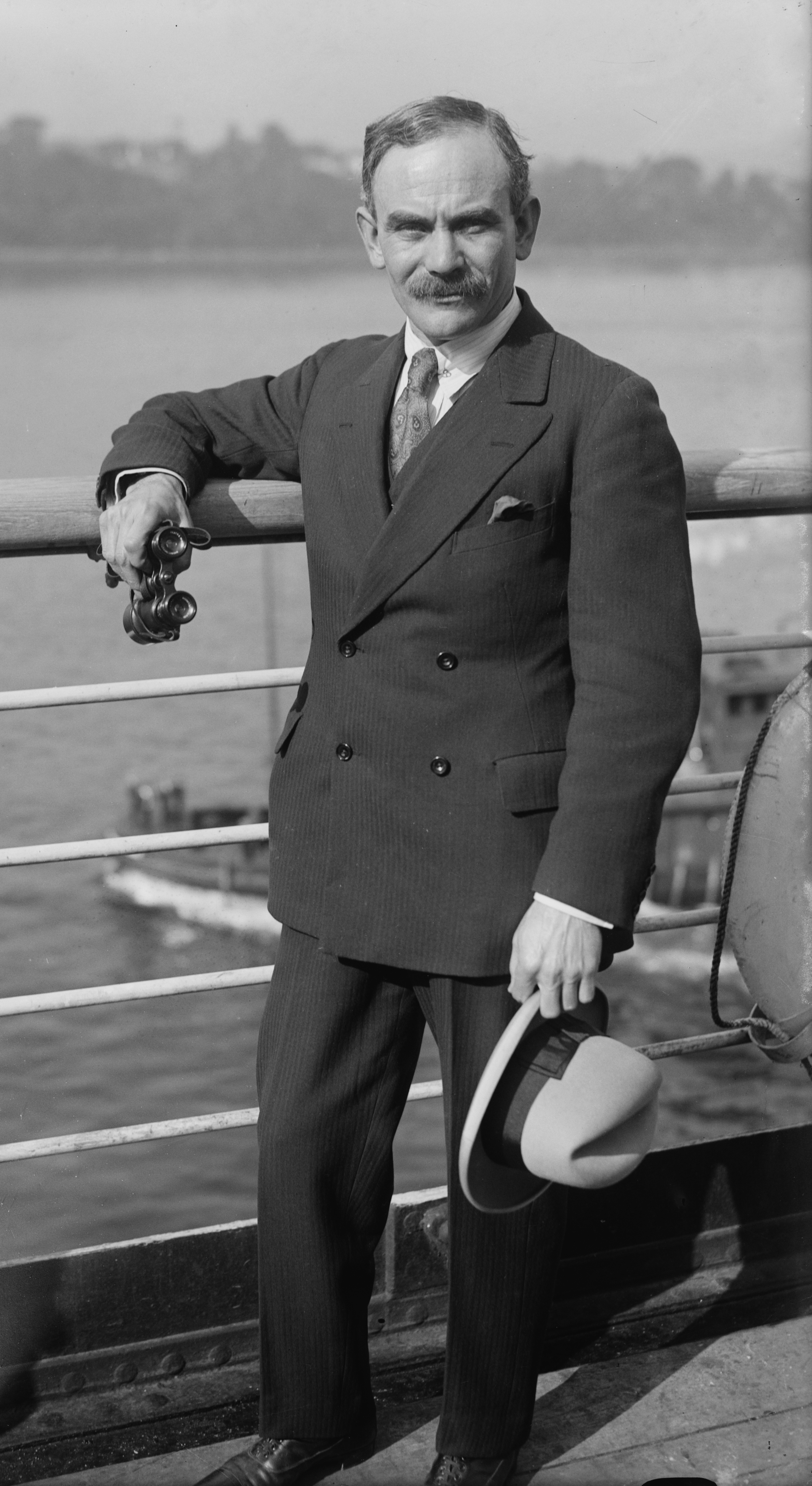
Lionel Tertis, aki számára eredetileg komponálta a brácsaversenyt
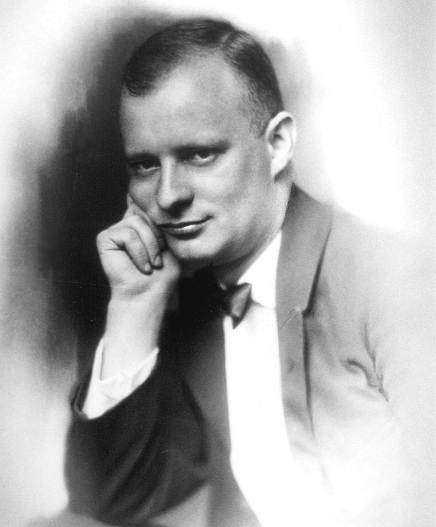
Paul Hindemith, az ősbemutató szólistája

## Fordítás
Ez a szócikk részben vagy egészben  a   Viola concerto (Walton) című angol Wikipédia-szócikk ezen változatának fordításán alapul.  Az eredeti cikk szerkesztőit annak laptörténete sorolja fel. Ez a jelzés csupán a megfogalmazás eredetét és a szerzői jogokat jelzi, nem szolgál a cikkben szereplő információk forrásmegjelöléseként.